# Kings of Convenience
I Kings of Convenience (IPA: [kɪŋz ɒv kənˈviːnɪəns]) sono un duo indie folk formato da Erlend Øye e Eirik Glambek Bøe, provenienti da Bergen, una città della Norvegia. La loro musica è caratterizzata da sonorità delicate, acustiche, da voci morbide e da complesse evoluzioni armoniche con le chitarre. Entrambi i componenti del gruppo compongono e cantano i brani presenti sugli album.

## Storia del gruppo
Erlend Øye e Eirik Glambek Bøe sono nati entrambi a Bergen nel 1975. Conosciutisi a 16 anni alle scuole superiori, nel 1992 formano il loro primo gruppo, chiamato Skog (che in norvegese significa "foresta") con due loro amici, e pubblicano sotto questo nome l'EP Tom Tids Tale. Qualche tempo dopo la fine delle scuole superiori, però, il progetto è abbandonato e il gruppo si scioglie. Nell'estate del 1998 Eirik Glambek Bøe e Erlend Øye decidono di tornare insieme col nome di Kings of Convenience, in italiano "Re della convenienza". Il nome del gruppo si ispira al fatto che i due, in quel momento, si trovassero a Londra con nient'altro che due chitarre acustiche, dovendo quindi fare di necessità virtù.

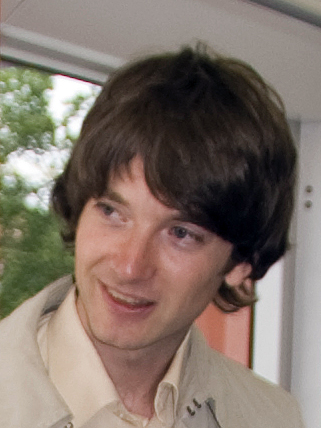
Eirik Glambek Bøe

Dopo aver partecipato ad alcuni festival nelle città europee, il duo firma un contratto con la casa discografica statunitense Kindercore. Dopo un breve periodo di lavoro a Londra con l'allora produttore artistico dei Coldplay Ken Nelson, nel 2000 pubblicano il loro primo album, Kings of Convenience, destinato al solo mercato statunitense e canadese.
Il loro debutto su scala mondiale avviene invece l'anno successivo, con Quiet Is the New Loud: l'album riprende molte delle tracce già presenti in Kings of Convenience, con l'aggiunta di alcune nuove canzoni. L'album ottenne un ottimo successo, tanto da avviare un piccolo movimento di gruppi musicali, chiamato new acoustic movement (tra i quali si segnalano i Turin Brakes), ispirato allo stile di Simon & Garfunkel e incentrato su melodie intricate e sofisticate.
Nel 2001 viene pubblicato Versus, un album di remix delle tracce di Quiet Is the New Loud. In seguito il gruppo si è preso una pausa di 3 anni, durante la quale Eirik ha terminato gli studi di psicologia ed Erlend ha preso parte a vari progetti come DJ pubblicando gli album Dj Kicks nel 2002 e Unrest nel 2003.
Il secondo album di inediti Riot on an Empty Street viene pubblicato nel 2004 e riscontra un successo di pubblico ancora più eclatante, mostrando inoltre una decisa evoluzione nelle composizioni e negli arrangiamenti: pur senza stravolgere le sonorità complesse e delicate, le chitarre vengono affiancate da una maggior varietà di strumenti, con apporto notevole di pianoforti e archi. Il primo singolo Misread raggiunge anche l'Italia e diviene una delle canzoni più popolari dell'estate 2004. Anche il secondo singolo, I'd Rather Dance with You, accompagnato da un videoclip molto ironico che gioca sull'aspetto “da secchione” di Øye, ottiene grande visibilità, arrivando a vincere gli Mtv Music Awards del 2004 nella categoria miglior video. L'album del 2004 vede anche la collaborazione della cantautrice canadese Leslie Feist in due canzoni: (Know-how e The Build-up).
Dal 2005 il gruppo è rimasto pressoché inattivo, dando adito ad alcune voci riguardanti un possibile scioglimento. Durante il periodo di inattività come Kings of Convenience entrambi i membri hanno avuto un altro gruppo parallelo: Erlend dopo essersi trasferito a Berlino nel 2004 ha fondato il gruppo dei The Whitest Boy Alive, mentre Eirik con gli ex componenti degli Skog ha dato vita ai Kommode, ha intrapreso gli studi di architettura ed è diventato padre.
Il 7 marzo 2007 sono tornati a calcare il palco, grazie a due concerti tenutisi a Città del Messico: in quell'occasione hanno annunciato l'inizio dei lavori per il loro nuovo album che, almeno nella fase iniziale, si sono svolti a Puerto Vallarta in Messico, per poi spostarsi al Grieghallen's Studio di Bergen e nell'appartamento di Erlend.
La registrazione dell'album è stata completata nel 2008 all'Esagono Studio di Rubiera, in provincia di Reggio Emilia, città del loro produttore artistico Davide Bertolini.

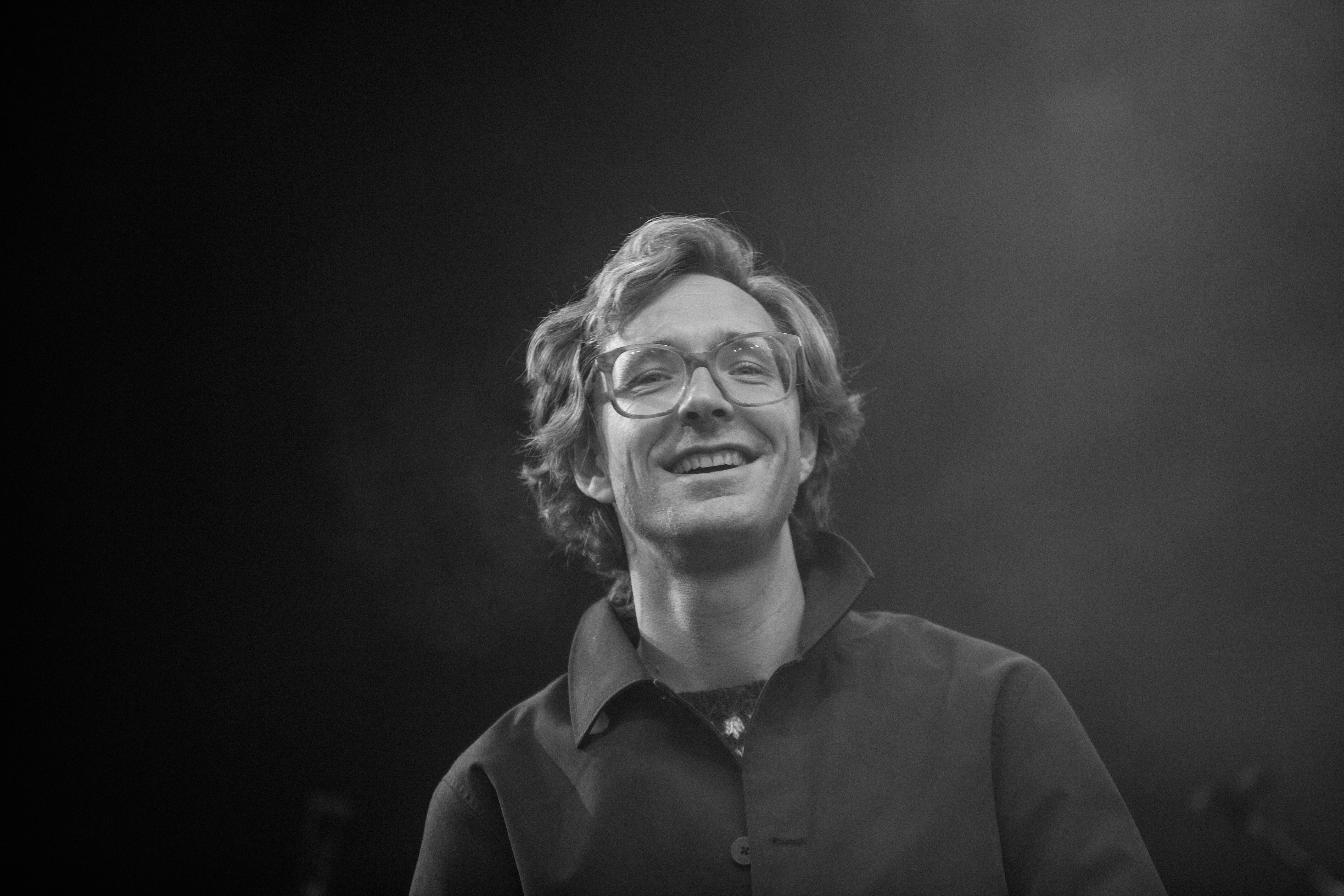
Erlend Øye

Il 25 settembre 2009, cinque anni dopo il precedente, esce l'album: Declaration of Dependence. I singoli trainanti dell'album sono "Mrs. Cold" e "Boat Behind", quest'ultima scritta durante il concerto di Bari nel 2004.
Il 22 febbraio 2010 è uscito un loro EP intitolato Kings of Convenience’s Live Acoustic Sessions - Milan 2009 registrato l'anno prima alla Fnac di Milano. L'EP comprende 4 tracce: 24-25 (Acoustic Session), Winning a Battle, Losing the War (Acoustic Session), Boat Behind (Acoustic Session) e Love Is No Big Truth (Acoustic Session).
Il 30 aprile 2021 viene pubblicato il nuovo singolo Rocky Trail, primo brano estratto dal nuovo album Peace or Love; contestualmente, il duo annuncia tramite i loro canali social ufficiali che questo sarà disponibile dal 18 giugno dello stesso anno.

## Formazione
- Erlend Øye – chitarra elettrica e acustica, pianoforte, batteria/percussioni, voce di supporto;
- Eirik Glambek Bøe – voce, chitarra elettrica e acustica, batteria, pianoforte.

## Discografia

### Album in studio
- 2000 – Kings of Convenience (solo USA e Canada)
- 2001 – Quiet Is the New Loud
- 2004 – Riot on an Empty Street
- 2009 – Declaration of Dependence
- 2021 – Peace or Love

### Raccolte
- 2001 – Versus

### EP
- 2000 – Magic in the Air
- 2000 – Playing Live in a Room
- 2010 – Kings of Convenience's Live Acoustic Sessions – Milan 2009

### Singoli
- 1999 – Brave New World
- 2001 – Failure
- 2001 – Toxic Girl
- 2001 – Winning a Battle, Losing the War
- 2004 – Misread
- 2004 – I’d Rather Dance With You
- 2005 – Cayman Islands
- 2005 – Know–How
- 2009 – Mrs. Cold
- 2009 – Boat Behind
- 2021 – Rocky Trail
- 2021 – Fever